# Decré
Decré, du nom de la grande famille de négociants qui l’a fondé, est le premier grand magasin de la ville de Nantes. Il est, à l’ouverture de son nouveau bâtiment en 1931, le plus important d'Europe. Ce magasin, reconstruit après la Seconde Guerre mondiale, porte aujourd’hui l’enseigne Galeries Lafayette.

## Localisation
Situé dans le quartier du Bouffay dans le centre-ville, son adresse est du 2 à 20, rue de la Marne, voie sur laquelle est l'essentiel de la façade du bâtiment. L'entrée principale se trouve à l'angle de celle-ci et de la rue du Moulin. Il existe aussi une entrée de service au 5, rue de Briord.

## Historique

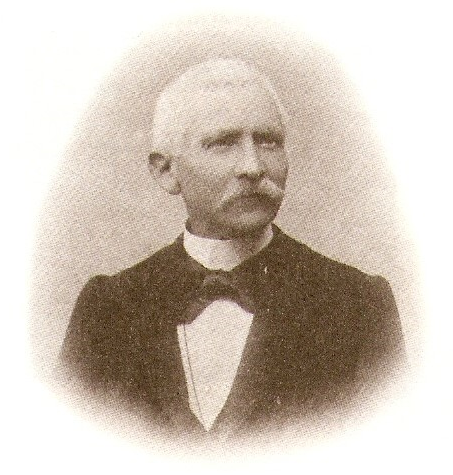
Jules Decré.

C'est en 1857, qu'un jeune Mayennais, natif de Jublains et âgé de 23 ans, Jules-César Decré, vient s'installer à Nantes et se fait embaucher comme employé du Grand bazar de Mme Motté, situé rue du Calvaire. Au bout de dix ans, en 1867, le jeune homme ouvre sa propre boutique à l'enseigne du Bazar Decré, situé no 6 de la Basse-Grand-Rue (actuelle rue de la Marne), à l'angle de la rue du Moulin. Jules-César Decré achètera l'immeuble en 1898, puis au fil des ans, le magasin s'agrandira par le rachat de nombreux fonds de commerce environnant, totalisant une surface de 6 000 m2. 
En 1869, il se marie avec Eugénie Poster, employée de commerce, qui lui donne deux fils :  Eugène (né le 13 mars 1870) et Jules (né le 2 février 1872).

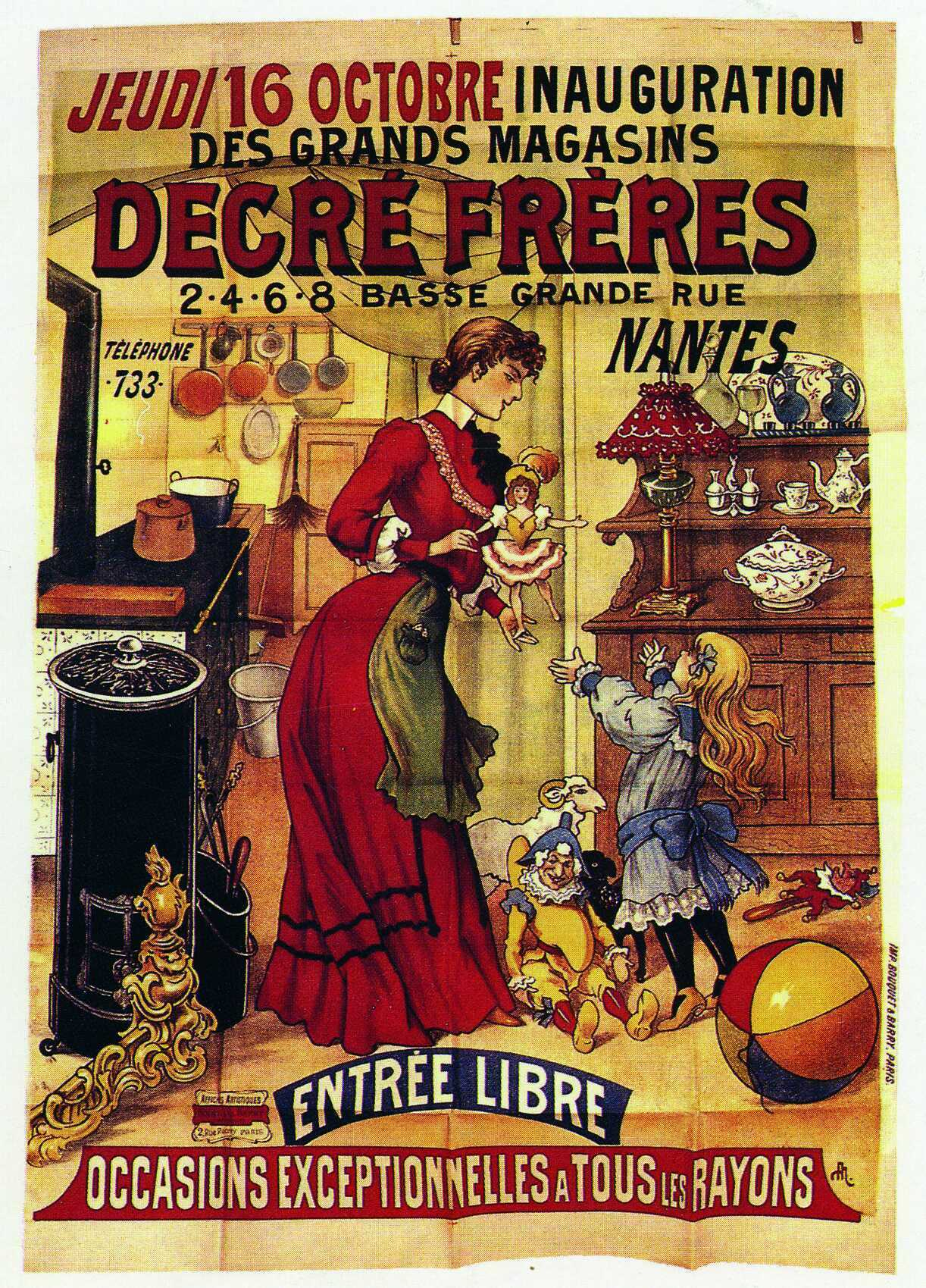
Affiche de l'inauguration des Grands magasins Decré.

Plus tard, Jules-César Decré associe ses deux fils à la gestion des affaires, puis prend du recul après à la mort de sa femme, en 1907. Le Bazar Decré devient Decré-Frères avec l'arrivée de cette deuxième génération d'entrepreneurs à la tête d'un commerce qui ressemble de plus en plus à un grand magasin. Cependant, la Première Guerre mondiale éclate, Eugène et Jules partent au front en tant qu'officiers de réserve. Le père reprend alors provisoirement les rênes de l'entreprise, aidé de ses belles-filles et deux de ses petits-fils, Émile et Jean, âgés de moins de vingt ans. Jules-César Decré meurt au bout de trois ans après avoir repris ses activités.

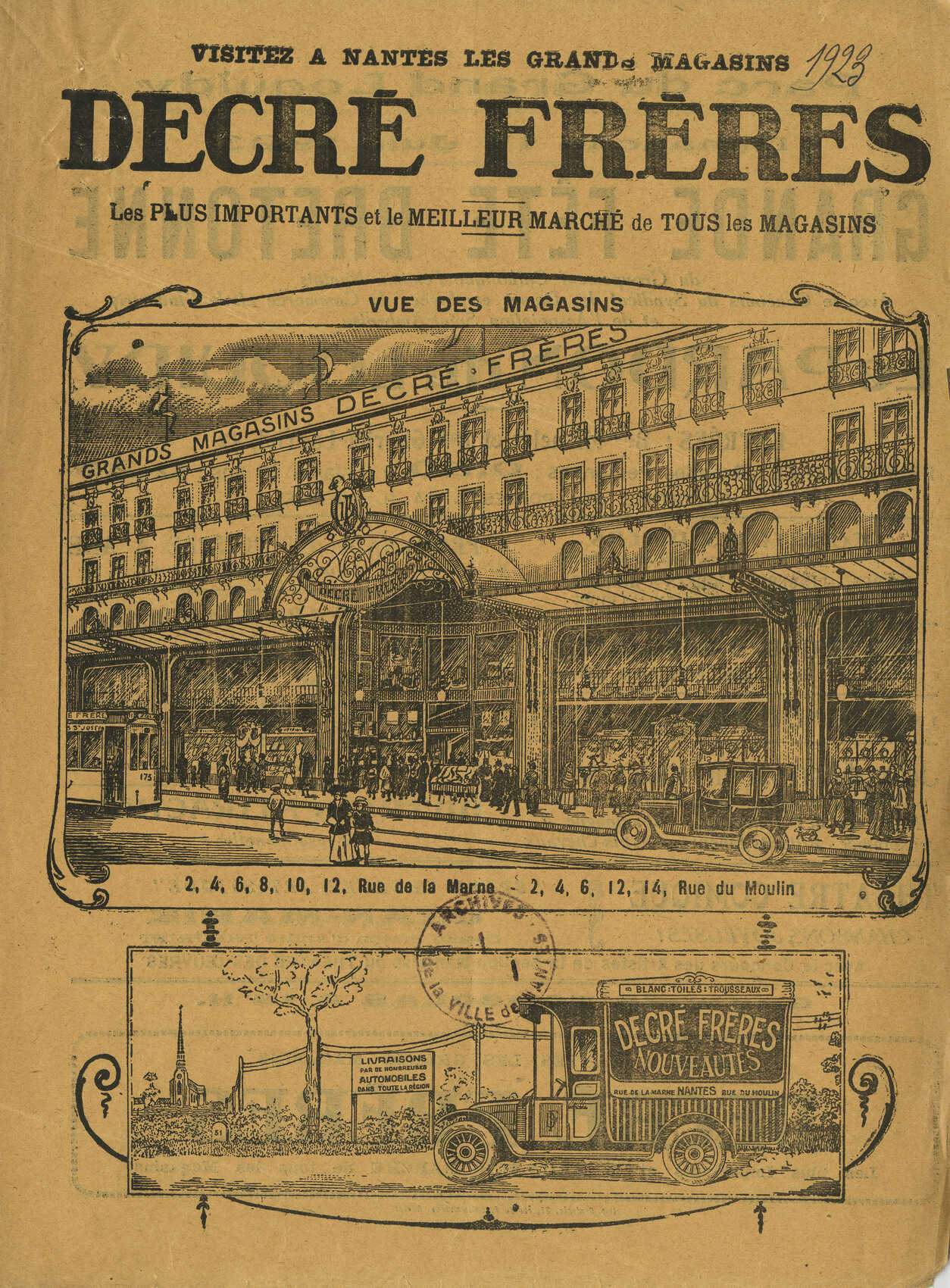
Grands magasins Decré Frères (1923).

La paix revenue, le commerce est pris en main au sein d’un collectif constitué des trois fils de Jules-Émile, Jean et Paul Decré - aidés de leur beau-frère Jean Lauprêtre. Progressivement, la troisième génération continue de développer et d'innover : publication d'un catalogue, mise en place des livraisons à domicile, lancement d'un rayon alimentaire, etc. En 1930, les frères Decré créent à Paris la « Société d'achats Decré », qui deviendra plus tard le Groupement d'achats des grands magasins indépendants (« Gagmi »), qui sera à l'origine de cent trente hypermarchés, dont ceux de Marcel Fournier, des frères Denis et Jacques Defforey, cofondateurs du Groupe Carrefour.

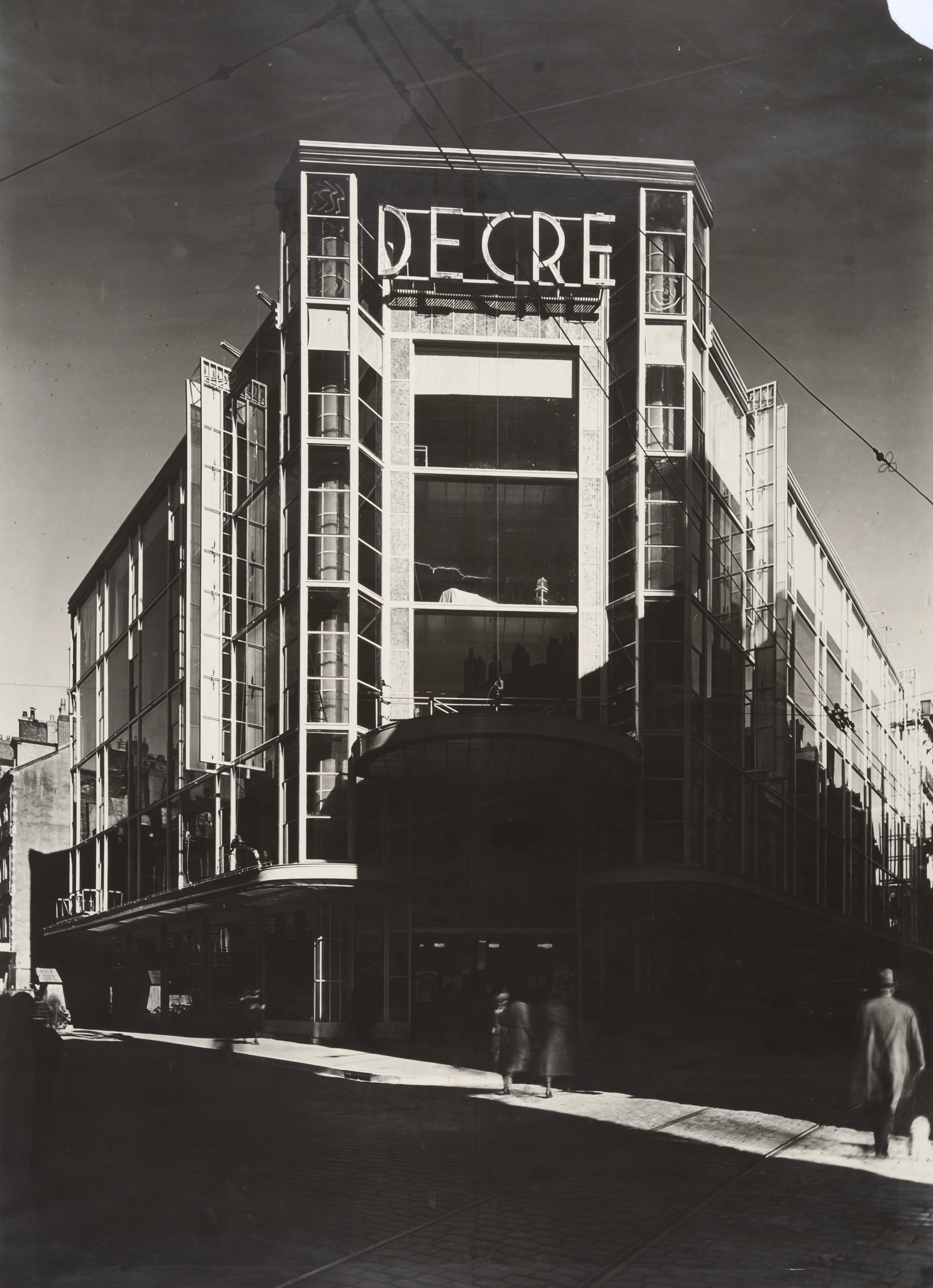
Les Grands magasins Decré en 1931.

Les Decré s'investissent aussi dans les associations et la vie de la ville : patronat chrétien, Rotary, syndicat d'initiative, scoutisme, etc. Les affaires sont florissantes, et la famille voit toujours plus grand : en 1931, ils inaugurent à Nantes ce qui est alors le plus important magasin d'Europe, dessiné par les architectes Henri Sauvage, Louis-Marie Charpentier et Charles Friesé. Sept étages de verre et d'acier, qui accueillent deux restaurants, une terrasse, un salon de coiffure, une salle de cinéma de trois cents places, un théâtre de marionnettes, une agence de voyages, un bureau de poste, etc. En 1934, ils lancent également les glaces Frigécrème.
Mais, la Seconde Guerre mondiale éclate et le magasin est entièrement détruit par les bombardements du 23 septembre 1943. Moins d'une semaine après le sinistre, la vente reprend dans un magasin provisoire, rue de Briord. Dès 1947, les travaux de reconstruction commencent et une première tranche est ouverte six ans, jour pour jour, après le bombardement fatal. Les architectes Louis-Marie Charpentier, Charles Friesé et l'épouse de ce dernier Victoire Durand-Gasselin, sont une fois de plus sollicités pour établir les plans du nouveau magasin qui est inauguré en 1951. Sur la terrasse supérieure est aménagée en restaurant en 1953. Aussi sur la terrasse, sur la partie située à l'angle de la rue du Moulin et de la rue de la Marne, est matérialisée une hélisurface, qui cependant ne sera jamais utilisée.

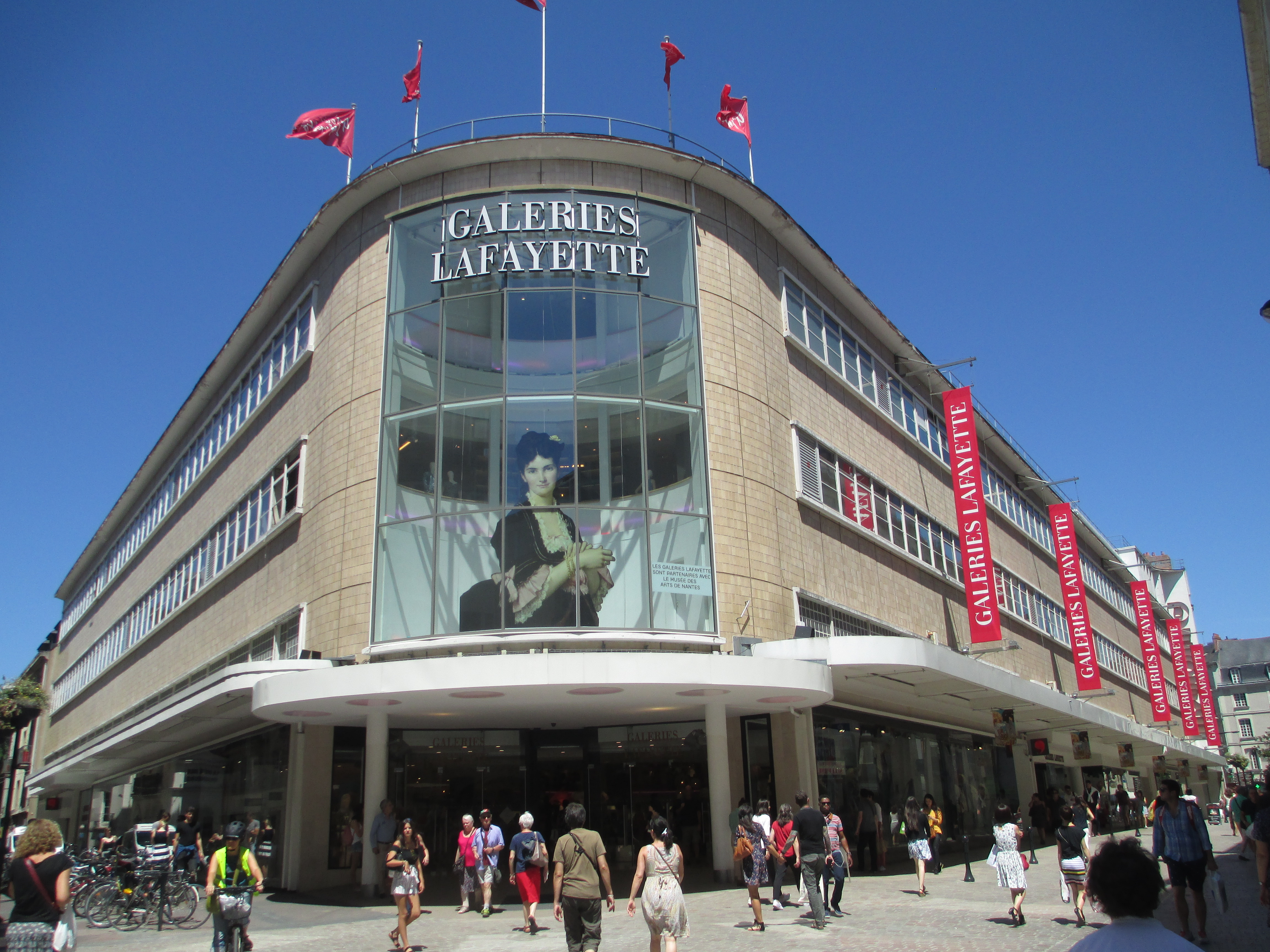
Les grands magasins Decré, devenus depuis Galeries Lafayette.

Après la guerre, la nouvelle génération, celle des arrière-petits-enfants de Jules-César : Émile et Michel (fils d'Émile), Claude et Jean-Philippe (fils de Jean), Yvon et Loïc (fils de Paul) - commencent alors à entrer dans l'entreprise. En 1967, un siècle après leur création, les établissements Decré emploient environ huit cents personnes. La famille ouvre aussi son premier hypermarché à l'enseigne Record, en périphérie de Nantes, au pied de l'immeuble du sillon de Bretagne (actuel hypermarché Auchan) à Saint-Herblain. Il s'agit alors du quatrième hypermarché de France et à l'époque du deuxième en taille avec ses 6 500 m2. Mais la concurrence sur le secteur de la grande distribution commence à être rude, d'autres enseignes comme Carrefour, E.Leclerc ou Casino sont en plein essor.
Les sociétés de la famille modifient progressivement leur fonctionnement en se regroupant pour former un groupe au sein de la « Société d'Étude Decré » (SED), société mère munie d'un conseil de surveillance et d'un directoire.

Logotype de Frigécrème.

Logotype des hypermarchés Record.

Des choix doivent être réalisés dans les années 1970 parmi les trois activités du Groupe. Pour refinancer et développer Frigécrème, qui en 1976 produit dix millions de litres de crèmes glacées dans son usine de Saint-Herblain, il se sépare en 1978 de ses hypermarchés Record au profit des Docks de France (hypermarchés Mammouth).
Peu après, la majorité des trente actionnaires familiaux décide de récupérer ses capitaux. La SED est donc vendue en 1979 aux Nouvelles Galeries (société absorbée par la suite par le Groupe Galeries Lafayette) avec engagement écrit de continuer l’exploitation des deux activités du groupe : Frigécrème et le grand magasin. Cet engagement ne sera pas tenu, avec la vente de Frigécrème à BSN, et entraîne en 1981 la démission d’Yvon Decré, dernier représentant du groupe encore présent en tant que président du directoire de la SED, ainsi que la dissolution du groupe. Le 9 juin 1998, l'usine herblinoise de Frigécrème, est ravagée par un incendie et son nouveau propriétaire, le groupe Unilever, décide de faire cesser les activités de l'entreprise.
Symbole historique du centre-ville de Nantes, des enseignes de couleurs blanches, « Decré » de part et d'autre de la rue de la Marne ainsi qu'une, rouge, au dessus d'une cordonnerie rue du Moulin ont été conservées, toujours entretenues et protégées par la ville. Le micro-quartier Centre-ville dans lequel il se trouve porte d’ailleurs le nom de « Decré-Cathédrale ».